# Gecontroleerde omstandigheden
Men spreekt van gecontroleerde omstandigheden als men bij processen, zoals een productieproces, alle bepalende factoren zodanig constant houdt dat het product binnen bepaalde marges constant is, of als men bij experimenteel onderzoek een experiment alle van invloed zijnde factoren constant houdt, met uitzondering van de experimentele factor(en): de onafhankelijke variabele.

## Ruis en willekeurige variatie
In het ideale geval moet dan de variatie in de resultaten volledig toegeschreven kunnen worden aan de experimentele factor. Als er dan nog niet verklaarde spreiding in de waarnemingen optreedt, spreekt men van ruis (toevallige of willekeurige variatie in de resultaten).